# Sicherheitsdienst

Romb „SD”, noszony na rękawie munduru Funkcjonariusza Sicherheitsdienst

Sicherheitsdienst des Reichsführers SS (SD, pol. Służba Bezpieczeństwa Reichsführera SS) – organ wywiadu, kontrwywiadu i służby bezpieczeństwa SS, działający w III Rzeszy w latach 1931–1945.

## Początki

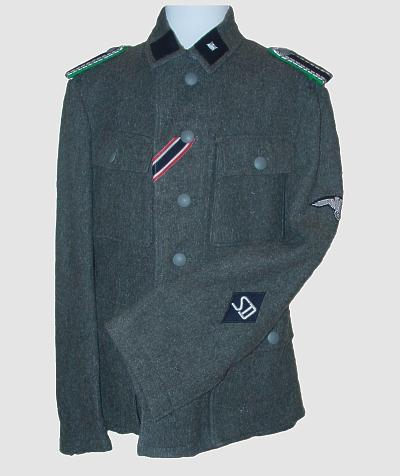
Marynarka mundurowa SS-Unterscharführera pełniącego służbę w SD

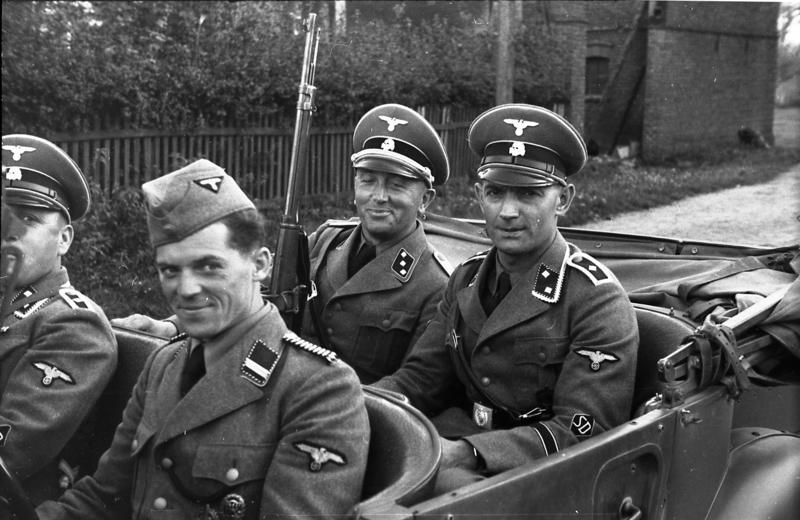
Od lewej: SS-Oberscharführer, SS-Rottenführer, SS-Untersturmführer i SS-Oberscharführer w akcji, okupowana Polska, wrzesień 1939 roku

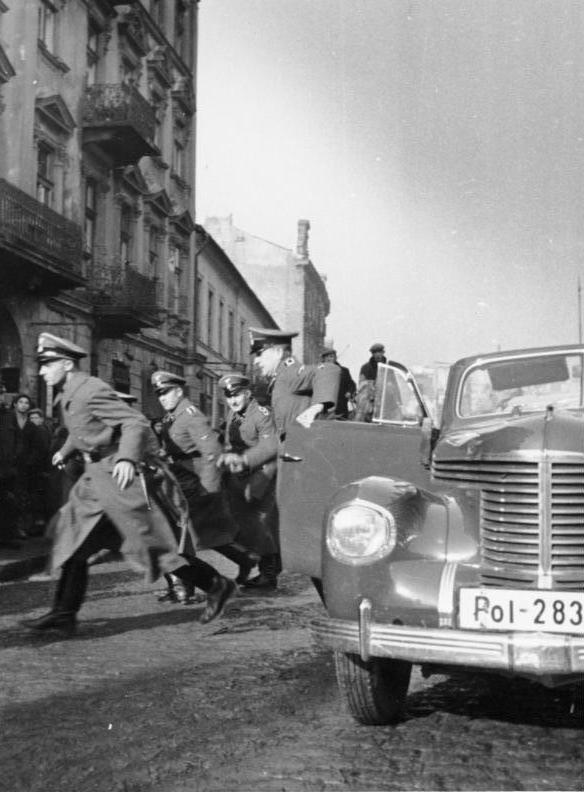
Sicherheitsdienst podczas łapanki w Generalnym Gubernatorstwie, ok. 1940 roku

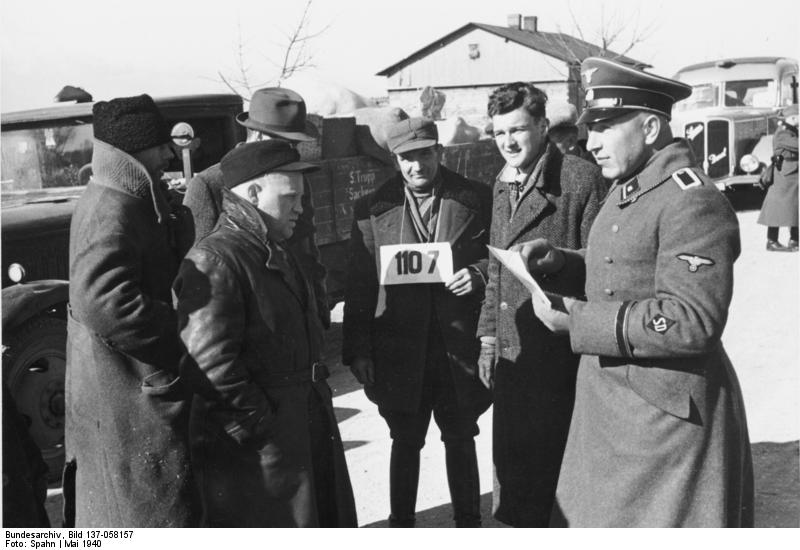
SS-Scharführer przyjmuje w maju 1940 roku niemieckich kolonistów przesiedlonych w ramach akcji Heim ins Reich – Wartheland, zaanektowany przez Rzeszę Niemiecką 12 października 1939

Gdy na początku lat trzydziestych ruch narodowosocjalistyczny w Niemczech przybierał na sile, wzrastało jego zapotrzebowanie na informacje o przeciwnikach politycznych (zarówno na terenie Niemiec, jak i za granicą). Utworzona w 1931 r. wewnątrz partii narodowosocjalistycznej NSDAP służba bezpieczeństwa operowała początkowo pod kryptonimem IC, natomiast w sierpniu tego samego roku powstał Wydział IC, który następnie przekształcony został w Służbę Bezpieczeństwa (Sicherheitsdienst, w skrócie SD). Organizatorem, a od 1932 r. szefem SD był Reinhard Heydrich, który rozszerzał stopniowo zakres działalności informacyjno-wywiadowczej.
Pierwotnie zadaniem SD było oczyszczanie NSDAP z elementów wrogich nazizmowi i przeciwdziałanie ich dalszej penetracji wśród nazistów. Następnie SD zajęła się również inwigilacją organizacji społecznych i partii politycznych działających na terenie całego kraju. Heydrich dążył do powiększania zakresu kompetencji SD, aby po przejęciu przez nazistów władzy stała się kierowniczym rdzeniem policji politycznej w przyszłym państwie totalitarnym.
Kolejnym krokiem było mianowanie Heydricha szefem Policji Bezpieczeństwa (Sipo) – w ten sposób pod kontrolą SD znalazła się policja państwowa (w tym policja polityczna Gestapo oraz policja kryminalna Kripo). Sytuacja ta spowodowała konflikty kompetencyjne pomiędzy SD a Abwehrą (wywiadem wojskowym). W 1939 r. SD została włączona do Głównego Urzędu Bezpieczeństwa Rzeszy – Reichssicherheitshauptamt (RSHA), na czele którego stanął R. Heydrich.
W pierwszych latach funkcjonowania SD działała jako organizacja ochrony NSDAP, a po dojściu Adolfa Hitlera do władzy umacniała system nazistowski w Niemczech. Od chwili utworzenia RSHA SD prowadziła trzy departamenty:
- Departament I – działalność wewnątrz kraju
- Departament II – działalność za granicą
- Departament III – badania światopoglądowe.

Sicherheitsdienst na drodze działań szpiegowskich miała bardzo skromne początki i działała jako jedna z pobocznych organizacji wymyślonych przez Heinricha Himmlera. Mimo to dzięki poparciu Hitlera szeregi i struktura SD w latach trzydziestych uległy znacznemu rozbudowaniu, zatrudniając 3000 funkcjonariuszy i być może nawet ok. 100 tys. informatorów. SD przyjmowała w swoje szeregi zarówno ludzi o ponadprzeciętnej inteligencji, jak i zwykłych brutali. Podobnie jak Gestapo, SD prowadziła infiltrację na szeroką skalę w oparciu o przepisy, które powierzały jej ochronę nazistowskiego państwa, a nawet łamiąc prawo (posuwała się np. do naruszenia tajemnicy głosowania, aby zidentyfikować osoby opozycyjne wobec narodowego socjalizmu).

## II wojna światowa
W latach II wojny światowej rozbudowana do znacznych rozmiarów (biura lokalne w każdej większej miejscowości oraz działające pod komendą SD i Sipo bataliony bezpieczeństwa w całej okupowanej Europie) SD zajmowała się różnymi zadaniami dotyczącymi bezpieczeństwa Rzeszy Niemieckiej i na podbitych terytoriach.
Jednym z głównych zadań organizacji było zwalczanie ruchu oporu. Sicherheitsdienst, z dyspozycji Hitlera wydanej w grudniu 1941 r. i rozkazu OKW, prowadziła m.in. akcję Nacht und Nebel („noc i mgła”), polegającą na aresztowaniach i potajemnych wywózkach w nieznane uczestników ruchu oporu z krajów okupowanych: tysiące ludzi znikało bez jakichkolwiek śladów, czyli jak mówi kryptonim akcji: „rozpływali się w mgle”. Funkcjonariusze SD brali także udział w operacjach masowej eksterminacji ludności żydowskiej w Polsce i ZSRR oraz inteligencji polskiej i innych ofiar, dowodząc oddziałami Einsatzgruppen (formowanych z różnych niemieckich formacji bezpieczeństwa, lecz zwykle kierowanych przez oficerów SD), które w latach 1941–1943 zgładziły ponad 1,5 mln ludzi.
W lutym 1944 r. Sicherheitsdienst przejęła także kierownictwo nad Abwehrą, wywiadem i kontrwywiadem wojskowym do tamtej pory niezależnym od SS. Po zamachu w 1942 r., w wyniku którego zginął Heydrich (Operacja Anthropoid), kierownictwo nad RSHA (w tym nad podległymi Sipo i SD) przejął w styczniu 1943 r. Ernst Kaltenbrunner i sprawował je do końca wojny.
Międzynarodowy Trybunał Wojskowy w Norymberdze uznał SD za organizację zbrodniczą.

## Większe operacje SD
- Operacja Himmler
- Operacja Nacht und Nebel
- Operacje Einsatzgruppen